# Konami Wai Wai World
Konami Wai Wai World (コナミワイワイワールド, Konami Wai Wai Wārudo) (sendo "wai wai" uma onomatopéia japonesa para área lotada e barulhenta) é um jogo eletrônico de 1988 para a plataforma Family Computer, lançado somente no Japão, pela Konami. O jogo em si traz vários personagens criados pela Konami como também Mikey (de The Goonies) e King Kong, que apareceu em dois jogos baseados em filmes que foram produzidos pela Konami. Também foi re-lançado em telefones celulares em 2006, eles foram substituídos por Pentarou e Upa.

## Outros jogos
- Hai no Majutsushi, Um jogo de Mahjong 1989 para MSX2 com oito mascotes Konami.
- Wai Wai World 2: SOS!! Paseri Jou, a sequência direta do jogo lançada em 1991 para Famicom.
- Wai Wai Bingo, jogo de bingo apresenta personagens da Konami, lançada em 1993 para Jogo Medal.
- Wai Wai Jockey, jogo de jóquei, lançada em 1995 para Jogo Medal.
- Wai Wai Poker, jogo de pôquer, lançada em 1997 para Jogo Medal.
- Konami Wai Wai Racing Advance (conhecido como Konami Krazy Racers nos EUA), um jogo de corrida que contém parte elenco de Wai Wai World lançado em 2001 para Game Boy Advance.
- Airforce Delta Strike, um jogo de simulador de combate aéreo que contém parte elenco de Airforce Delta lançado em 2004 para PlayStation 2, para completar missões e desbloquear personagens da Konami.
- Wai Wai Sokoban, Um jogo de Puzzle, lançada em 2006 para Celular.